# Rigoberta Menchú
Rigoberta Menchú Tum (špansko: [riɣoˈβerta menˈtʃu]), gvatemalska aktivistka in političarka, nobelovka, * 9. januar 1959, Laj Chimel, Gvatemala.
Menchú je posvetila svoje življenje seznanjanju javnosti o človekovih pravicah, pravicah avtohtonih prebivalcev, pravic žensk, še posebej za čas gvatemalske državljanske vojne (1960-1996). 
Prejela je Nobelovo nagrado za mir leta 1992. Je tudi Unescova ambasadorka dobre volje. 

## Osebno življenje
Rigoberta Menchú se je rodila v revni družini domorodcev plemena K'iche' v bližini Laj Chimel, majhnega mesta v severno-osrednji Gvatemalski pokrajini El Quiche. Menchú je prejela izobraževanje kot študent na več katoliških internatih v obdobju državljanske vojne. Leta 1981 je bila Menchú izgnana in pobegnila v Mehiko. Našla je zatočišče v domu katoliškega škofa v Chiapasu. Leta 1995 se Menchú poroči z Gvatemalcem Angelom Canilom. Porodila je tudi sina, Mash Nahual J ' a ("Duh Vode").

## Aktivizem
Po zaključku šolanja se Menchú posveti aktivizmu za človekove pravice in popisovanje kršitev Gvatemalskih oboroženih sil v državljanski vojni, ki je trajala od leta 1960 do leta 1996. Njen oče Vicente Menchú je bil član gverilskega gibanja Gverilske vojske revnih in je umrl leta 1980 v času Požara španskega veleposlaništva so ga ujeli, mučili in zasliševali glede njegove vloge v organiziranju proti nepoštenimi lastniki zemljišč.
Medtem ko je v izgnanstvu v Mehiki, je še naprej organizator odpora do zatiranja v Gvatemali, bori pa se tudi za pravice plemen in skrbi za sofinanciranje opozicije gvatemalski vladi. Več deset tisoč ljudi je pobegnilo v Mehiko od leta 1982 do 1984.
Leta 1982 je narekovala svoj življenjepis, ki je bil nekajkrat predmet kontroverzij in preverjanja dejstev, a vseeno gre za pomembno knjigo, katero je oblikovala venezuelska avtorica in antropologinja Elizabeth Burgos in jo imenovala Me llamo Rigoberta Menchú y así me nació la conciencia (Ime mi je Rigoberta Menchú in to je rojstvo moje vesti), ki je bil preveden v pet drugih jezikih. Knjiga je napravila veliko za prepoznavnost Menchujeve v svetu in za prepoznavanje težav v Gvatemali.
Ko se je konflikt v Gvatemali končal, se je vidno prizadevala za sodno obravnavo gvatemalske politične in vojaške oblasti. Leta 1999 je predložila kazensko ovadbo celo na špansko sodišče, saj sodni procesi, ki bi ugotavljali odgovornost za dejanja med državljansko vojno, veljajo za praktično nemogoče.

### Nagrade
Leta 1992 je prejela Nobelovo nagrado za mir "v priznanje za svoje prizadevanje na področju socialne pravičnosti in etno-kulturne sprave, ki bo temeljila na spoštovanju pravic avtohtonih ljudstev."